# جيف لونغ (كاتب)
جيف لونغ (بالإنجليزية: Jeff Long)‏ (24 نوفمبر 1951، تكساس في الولايات المتحدة)؛ كاتب وروائي أمريكي.